# 摩擦感度
摩擦感度（まさつかんど）とは爆薬の機械的刺激の中でも摩擦に対する感度を示す値である。
製造工程や輸送時の爆発事故を防ぐためには重要な指標であり、特に感度の高いニトログリセリンや黒色火薬などを輸送する場合には鈍化剤と混合するなどの特別な措置を必要とする。
RDXやダイナマイトのような爆薬は非常に感度が鈍く取り扱いやすくなっている。
JIS法では1級～7級までの値が定められており、数字が大きいほど安全である。

## 試験方法
- BAM式摩擦感度試験 (Friction test)（火薬学会規格 ES-22）
- 振子摩擦感度試験 (Pendulum friction test)（火薬学会規格 ES-24）